# Матриця соціального обліку
Матриця соціального обліку (англ. A social accounting matrix (SAM)) — віддзеркалює собою потоки всіх економічних операцій, які відбуваються в економіці (регіональній чи національній). Вона є основою, матричним представленням національних рахунків для даної країни, але може бути розширена, щоб включити ненаціональні облікові потоки та створені для цілих регіонів або областей. SAM відноситься до одного року, надаючи статичну картину економіки.